# 50丁目駅 (IRTブロードウェイ-7番街線)
50丁目駅（50ちょうめえき、英: 50th Street）は、ニューヨーク市地下鉄IRTブロードウェイ-7番街線の駅で、シアター・ディストリクトの北西角にあたるブロードウェイ-50丁目交差点にある。1系統が終日、2系統が深夜帯に停車する。

## 駅構造
| G                  | 地上階                         | 出入口 |
| P プラットホーム階 | 相対式ホーム、右側のドアが開く | 相対式ホーム、右側のドアが開く |
| P プラットホーム階 | 北行緩行線                     | ← ヴァン・コートラント・パーク-242丁目駅行き（59丁目-コロンバス・サークル駅） ← 深夜帯：ウェイクフィールド-241丁目駅行き（59丁目-コロンバス・サークル駅） |
| P プラットホーム階 | 北行急行線                     | ← 通過 |
| P プラットホーム階 | 南行急行線                     | → 通過 → |
| P プラットホーム階 | 南行緩行線                     | → サウス・フェリー駅行き（タイムズ・スクエア–42丁目駅）→ 深夜帯：ブルックリン・カレッジ駅行き（タイムズ・スクエア–42丁目駅）→                             |
| P プラットホーム階 | 相対式ホーム、右側のドアが開く | |

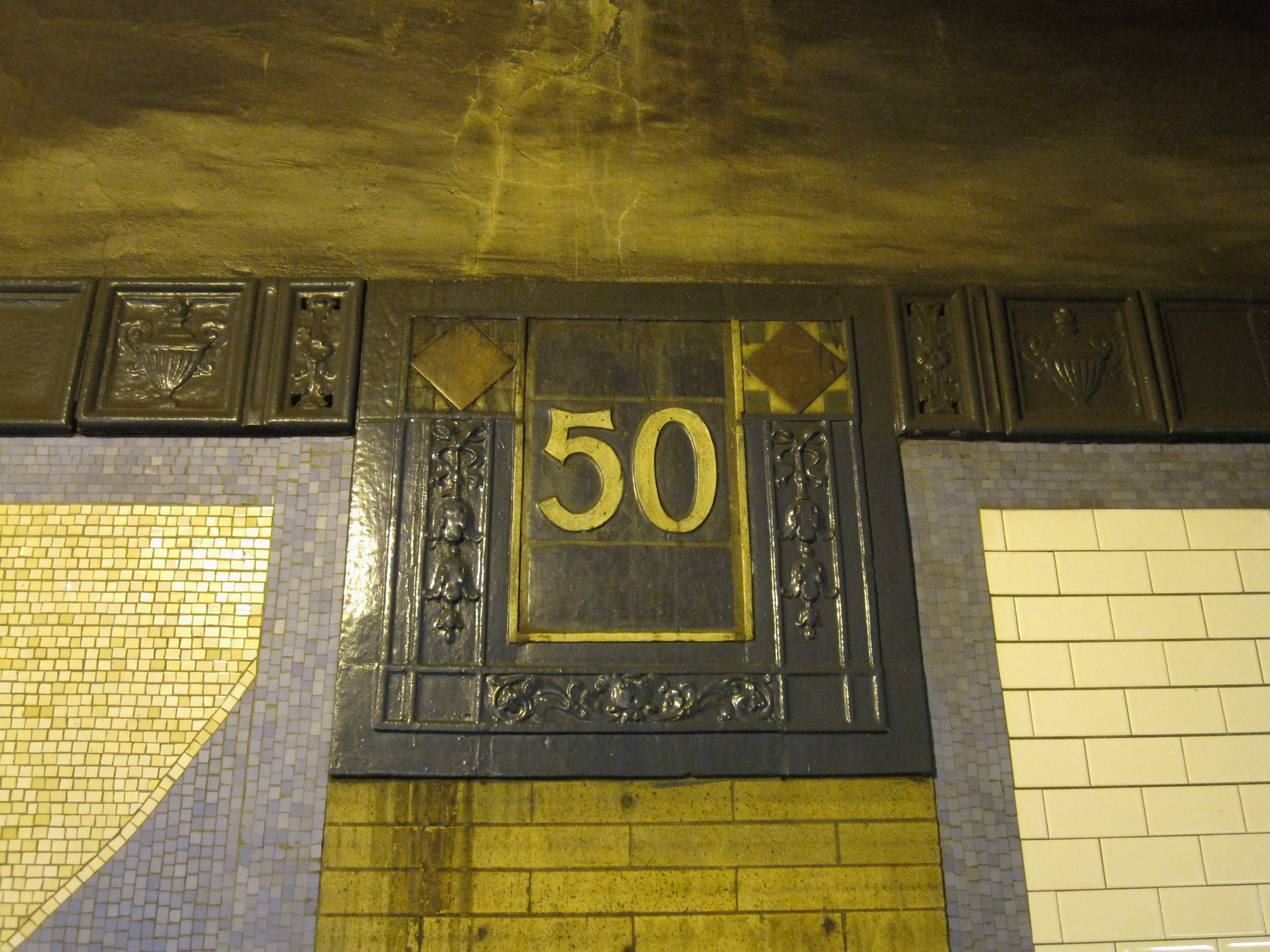
開業当時の彩色陶器製の駅名標

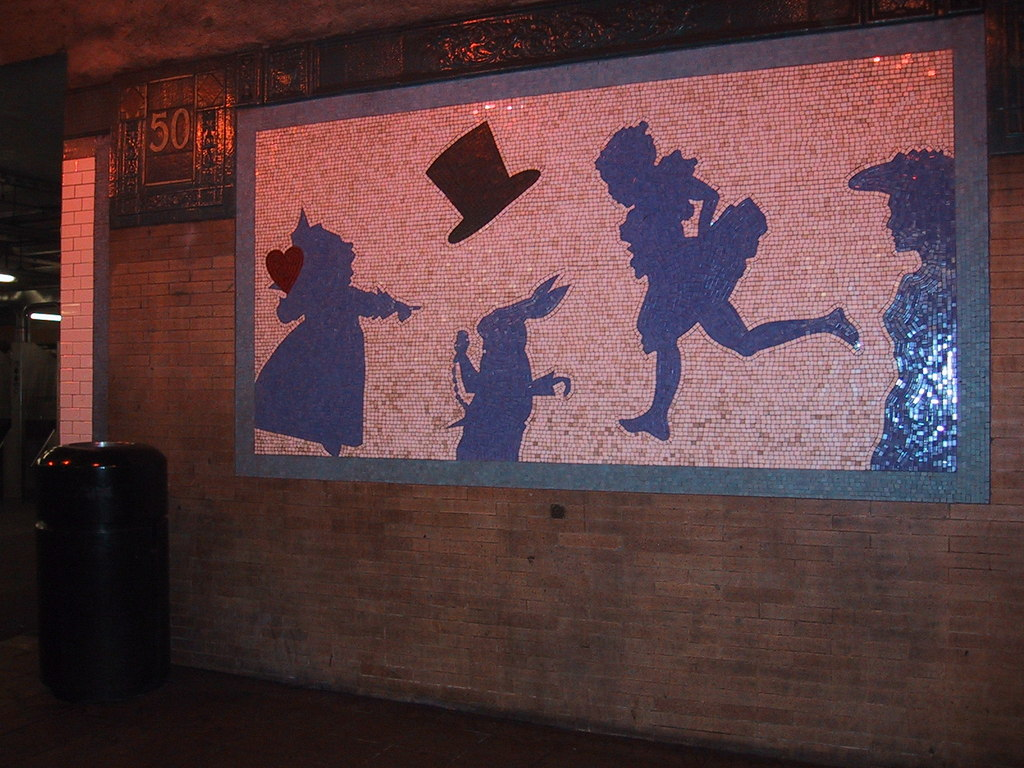
リリアナ・ポーター作のモザイク

50丁目駅は相対式ホーム2面4線の駅で、1904年にニューヨーク市地下鉄が開業した当初の西端駅である。開業当時の彩色陶器製の駅名標は構内の模様替えの際に撤去されてしまったが、1枚はニューヨーク交通博物館に保存されている。
50丁目駅には、1994年からリアナ・ポーターが制作した一連のモザイク作品 Alice, The Way Out, が展示されている。これはルイス・キャロルの不思議の国のアリスのキャラクターを描いたものである。

### 出入口
各ホームの中央に改札があり、ホーム間の連絡通路が設けられていないため、改札内で南北ホームの行き来はできない。改札には自動改札機とトークン・ブース、新聞販売所が並んでいる。北行ホームには階段が4つあり、うち1つはビルの中に設けられている。南行ホームには50丁目南側の地下商店街への出口とパラマウント・プラザの南側沈床庭園への出口がある。

## 転落事故
1987年9月7日、アレックス・カンバ（Alex Cumba）が50丁目駅ホームから線路に転落した。これを見たエドウィン・オルティス（Edwin Ortiz）、ジェフ・クーン（Jeff Kuhn）、メルヴィン・シャッド（Melvin Shadd）の3人は線路に飛び降りてカンバをホームに押し上げようとした。カンバの体重のため難渋したが、なんとか列車が到着する寸前にカンバを退避させることができた。この逸話の再現映像が1991年9月17日のレスキュー911で放映された。